# Philodendron fraternum
Philodendron fraternum är en kallaväxtart som beskrevs av Heinrich Wilhelm Schott. Philodendron fraternum ingår i släktet Philodendron och familjen kallaväxter.
Artens utbredningsområde är Venezuela. Inga underarter finns listade.